# 北村拓己
北村 拓己（きたむら たくみ、1995年8月29日 - ）は、石川県金沢市出身のプロ野球選手（内野手）。右投右打。東京ヤクルトスワローズ所属。

## 経歴

### プロ入り前
金沢市立十一屋小学校2年時から2つ上の兄・祥治（現・トヨタ自動車硬式野球部）の影響で軟式野球（十一屋ファイターズ）を始め、小学校高学年・星稜中学校・高等学校・亜細亜大学では主将を務めた。
星稜高校入学後は1年春から三塁手のレギュラーを獲得し、兄と共に三遊間を守っていた。高校3年時には夏に甲子園出場。1回戦で板東湧梧擁する鳴門高校に敗戦するも、9回表に3点本塁打を放った。当時のチームメイトには1学年後輩の岩下大輝がいた。
亜細亜大学進学後は1年秋からリーグ戦に出場し、3年秋は三塁手、4年秋は遊撃手でベストナインに選出された。大学には3学年先輩に山﨑康晃、薮田和樹、大下佑馬、2学年先輩に板山祐太郎、藤岡裕大、1学年先輩に宗接唯人、木浪聖也、同期に髙橋遥人がいた。一部リーグでは、通算53試合に出場し、163打数52安打、打率.319、2本塁打、35打点、10盗塁を記録した。3年生時には第40回日米大学野球選手権大会の代表に選出された。
2017年10月26日に行われたドラフト会議では、読売ジャイアンツから4位指名を受け、11月17日に契約金5000万円、年俸800万円で仮契約を結んだ（金額は推定）。背番号は52。担当スカウトは、亜細亜大学の先輩でもある木佐貫洋。

### 巨人時代

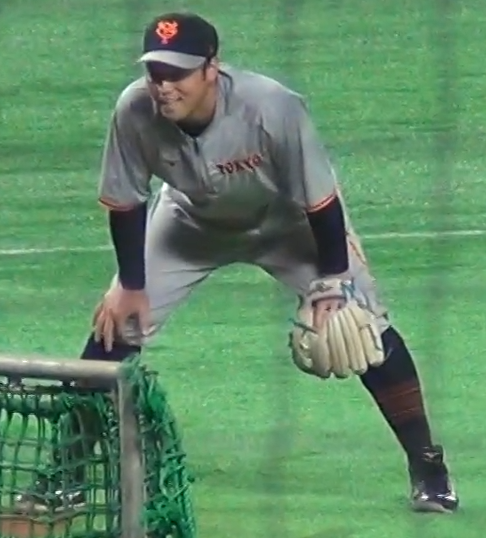
巨人時代（2021年）

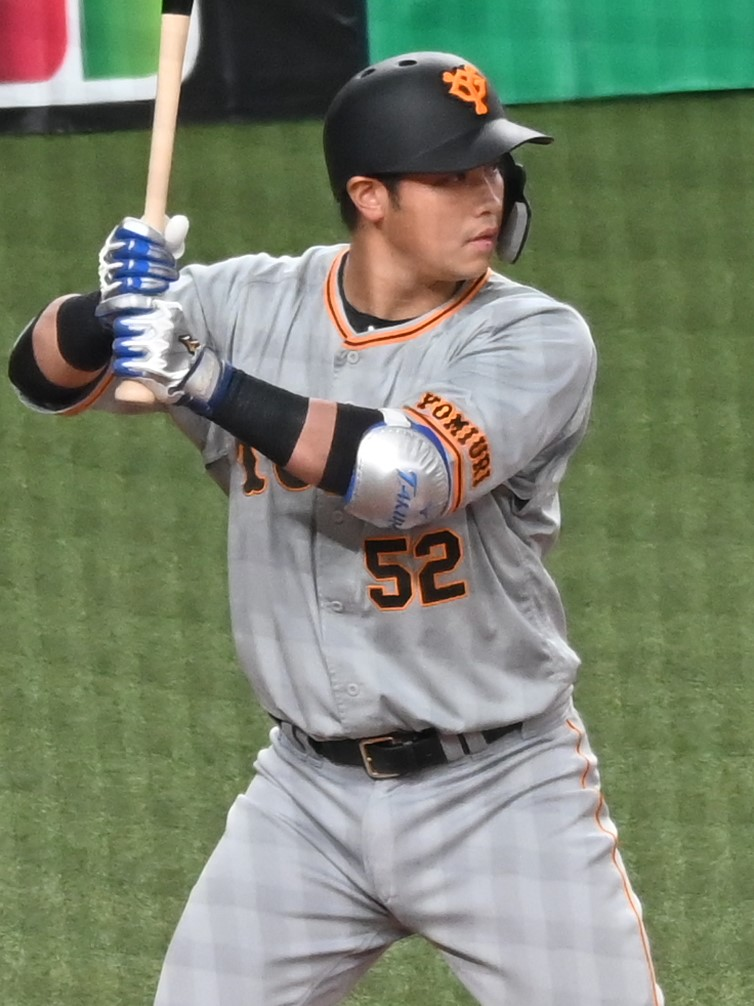
2022年3月11日 京セラドーム大阪

2018年は、7月20日の広島東洋カープ戦で代打として公式戦初出場を果たしたものの、シーズンではこの1打席のみとなった。二軍では109試合に出場し、打率.270、6本塁打、44打点を記録。オフに、40万円増の推定年俸840万円で契約を更改した。
2019年は、5試合に出場。プロ初スタメンとなった5月6日の横浜DeNAベイスターズ戦では初盗塁を決めたものの、5打数0安打に終わった。二軍では112試合に出場し、打率.290、8本塁打、66打点を記録し、出塁率.414で最高出塁率のタイトルを獲得。また、打率、安打数（107本）はリーグ3位だった。オフに、20万円増の推定年俸860万円で契約を更改した。
2020年は、開幕一軍入りを果たし、開幕第3戦となった6月22日の阪神タイガース戦では、代打でプロ初安打・初打点を記録した。翌23日には「1番・二塁手」でスタメン出場すると、勝ち越し二塁打を放つ活躍を見せ、初のヒーローインタビューを受けた。8月4日の阪神タイガース戦（阪神甲子園球場）ではプロ初本塁打を記録し、試合後には元アイドリング!!!の伊藤祐奈と1月に結婚していたことと、試合前に第一子となる長女が生まれたことを報告した。最終的に、57試合出場と出場機会を大幅に増やし、打率.227、2本塁打、10打点を記録。オフに、640万円増の推定年俸1500万円で契約を更改した。
2021年は、2年連続の開幕一軍入り。地元の金沢で行われた6月22日の横浜DeNAベイスターズ戦では、シーズン1号本塁打を含む2安打3打点の活躍を見せ、チームとして28年ぶりの金沢での勝利に貢献した。オフには300万円増の1800万円で契約を更改した。
2022年は、33試合出場、打率.173に終わった。オフには100万円減の1700万円で契約を更改した。
2023年は、9月2日の横浜DeNAベイスターズ20回戦（横浜スタジアム）の4-12と8点ビハインドとなった8回裏に投手として登板（「野手登板」も参照）。山本祐大に本塁打を打たれたものの、最速141km/hを記録するなど1回を1失点で抑え、敗戦処理としての役割を全うした。投手としての登板は公式戦では中学3年生以来だった。野手としては27試合に出場し打率.206を記録した。二軍では68試合出場、打率.305、3本塁打、24打点を記録した。

### ヤクルト時代
2023年12月8日、現役ドラフトにより東京ヤクルトスワローズへ移籍することが発表された。背番号は38。移籍先であるヤクルトの小川淳司GMは、「右打ちの内野手として、どこでも守れる。ショートでもセカンドでも守れる。どちらかというと、中距離から大砲っていうところに期待が持てるんじゃないかな」と獲得理由を語った。
2024年は、オープン戦16試合で打率.296、5打点と結果を残し、開幕一軍入り。7月6日に行われた古巣・巨人戦では、代打で移籍後初となる本塁打を記録した。

## 選手としての特徴・人物
守備のフットワークが良く、ドラフト時、内野守備は三塁と遊撃の両方を守れるとされ、プロ入り後は一塁のレギュラー候補にあがったり、二塁の守備にもついていたりなど内野全般を守れる。深い位置で守ることができ、これはスローイングに不安がないためであると野球解説者の里崎智也も分析している。
打者としては長打力を秘めた勝負強い打撃が魅力。二軍では高い四球率や低い三振割合を記録しているものの、一軍だと四球率が極端に低くなり、一軍レベルでの選球眼向上が求められている。
幼い頃から大の巨人ファンであり、高橋由伸のパジャマを愛用していたり自室の壁に「巨人にドラフト2位で入る」という目標を貼っていた。
前述の伊藤祐奈との結婚をすぐには公表しなかったが、これについて北村も「結婚の報道で僕の名前が出るというのが、おこがましい部分があった。結婚で名前が出るより、プロ野球選手で名前を残していきたかった」と理由を説明している。
気配りができる男気溢れる人物であり、後輩から慕われている。巨人時代の2023年春季キャンプでは、同年齢の選手がいないことで夕食を1人で食べていた当時ルーキーの浅野翔吾を見つけると「こっちで一緒に食おうぜ」と席に招き、彼の不安を和らげた。また、キャンプ初日からキャッチボールに誘うなど気を配っており、浅野は「北村さんのおかげで馴染めた」と感謝していた。
ホルモンのマルチョウみたいな体をしているという理由から、愛称は「まるちょう」。

## 詳細情報

### 年度別打撃成績
| 年 度     | 球 団     | 試 合 | 打 席 | 打 数 | 得 点 | 安 打 | 二 塁 打 | 三 塁 打 | 本 塁 打 | 塁 打 | 打 点 | 盗 塁 | 盗 塁 死 | 犠 打 | 犠 飛 | 四 球 | 敬 遠 | 死 球 | 三 振 | 併 殺 打 | 打 率 | 出 塁 率 | 長 打 率 | O P S |
| --------- | --------- | ----- | ----- | ----- | ----- | ----- | -------- | -------- | -------- | ----- | ----- | ----- | -------- | ----- | ----- | ----- | ----- | ----- | ----- | -------- | ----- | -------- | -------- | ----- |
| 2018      | 巨人      | 1     | 1     | 1     | 0     | 0     | 0        | 0        | 0        | 0     | 0     | 0     | 0        | 0     | 0     | 0     | 0     | 0     | 0     | 0        | .000  | .000     | .000     | .000  |
| 2019      | 巨人      | 5     | 7     | 5     | 3     | 0     | 0        | 0        | 0        | 0     | 0     | 1     | 0        | 0     | 0     | 1     | 0     | 1     | 2     | 0        | .000  | .286     | .000     | .286  |
| 2020      | 巨人      | 57    | 88    | 75    | 9     | 17    | 2        | 0        | 2        | 25    | 10    | 0     | 0        | 2     | 0     | 10    | 1     | 1     | 24    | 2        | .227  | .326     | .333     | .659  |
| 2021      | 巨人      | 53    | 103   | 92    | 13    | 23    | 3        | 0        | 4        | 38    | 11    | 1     | 0        | 2     | 0     | 8     | 1     | 1     | 28    | 4        | .250  | .317     | .413     | .730  |
| 2022      | 巨人      | 33    | 55    | 52    | 3     | 9     | 1        | 1        | 0        | 12    | 1     | 0     | 0        | 1     | 0     | 1     | 0     | 1     | 16    | 2        | .173  | .204     | .231     | .434  |
| 2023      | 巨人      | 27    | 38    | 34    | 2     | 7     | 1        | 0        | 0        | 8     | 0     | 0     | 0        | 1     | 0     | 2     | 1     | 1     | 7     | 3        | .206  | .270     | .235     | .506  |
| 2024      | ヤクルト  | 48    | 49    | 40    | 2     | 5     | 0        | 0        | 1        | 8     | 4     | 2     | 1        | 1     | 2     | 5     | 0     | 1     | 8     | 2        | .125  | .229     | .200     | .429  |
| 通算：7年 | 通算：7年 | 224   | 341   | 299   | 32    | 61    | 7        | 1        | 7        | 91    | 26    | 4     | 1        | 7     | 2     | 27    | 3     | 6     | 85    | 13       | .204  | .281     | .304     | .585  |

- 2024年度シーズン終了時

### 年度別投手成績
| 年 度     | 球 団     | 登 板 | 先 発 | 完 投 | 完 封 | 無 四 球 | 勝 利 | 敗 戦 | セ 丨 ブ | ホ 丨 ル ド | 勝 率 | 打 者 | 投 球 回 | 被 安 打 | 被 本 塁 打 | 与 四 球 | 敬 遠 | 与 死 球 | 奪 三 振 | 暴 投 | ボ 丨 ク | 失 点 | 自 責 点 | 防 御 率 | W H I P |
| --------- | --------- | ----- | ----- | ----- | ----- | -------- | ----- | ----- | -------- | ----------- | ----- | ----- | -------- | -------- | ----------- | -------- | ----- | -------- | -------- | ----- | -------- | ----- | -------- | -------- | ------- |
| 2023      | 巨人      | 1     | 0     | 0     | 0     | 0        | 0     | 0     | 0        | 0           | ----  | 4     | 1.0      | 1        | 1           | 0        | 0     | 0        | 0        | 0     | 0        | 1     | 1        | 9.00     | 1.00    |
| 通算：1年 | 通算：1年 | 1     | 0     | 0     | 0     | 0        | 0     | 0     | 0        | 0           | ----  | 4     | 1.0      | 1        | 1           | 0        | 0     | 0        | 0        | 0     | 0        | 1     | 1        | 9.00     | 1.00    |

- 2023年度シーズン終了時

### 年度別守備成績
投手守備
| 年 度 | 球 団 | 投手  | 投手  | 投手  | 投手  | 投手  | 投手     |
| 年 度 | 球 団 | 試 合 | 刺 殺 | 補 殺 | 失 策 | 併 殺 | 守 備 率 |
| ----- | ----- | ----- | ----- | ----- | ----- | ----- | -------- |
| 2023  | 巨人  | 1     | 0     | 0     | 0     | 0     | ----     |
| 通算  | 通算  | 1     | 0     | 0     | 0     | 0     | ----     |

内野守備
| 年 度 | 球 団    | 一塁  | 一塁  | 一塁  | 一塁  | 一塁  | 一塁     | 二塁  | 二塁  | 二塁  | 二塁  | 二塁  | 二塁     | 三塁  | 三塁  | 三塁  | 三塁  | 三塁  | 三塁     | 遊撃  | 遊撃  | 遊撃  | 遊撃  | 遊撃  | 遊撃     |
| 年 度 | 球 団    | 試 合 | 刺 殺 | 補 殺 | 失 策 | 併 殺 | 守 備 率 | 試 合 | 刺 殺 | 補 殺 | 失 策 | 併 殺 | 守 備 率 | 試 合 | 刺 殺 | 補 殺 | 失 策 | 併 殺 | 守 備 率 | 試 合 | 刺 殺 | 補 殺 | 失 策 | 併 殺 | 守 備 率 |
| ----- | -------- | ----- | ----- | ----- | ----- | ----- | -------- | ----- | ----- | ----- | ----- | ----- | -------- | ----- | ----- | ----- | ----- | ----- | -------- | ----- | ----- | ----- | ----- | ----- | -------- |
| 2019  | 巨人     | -     | -     | -     | -     | -     | -        | -     | -     | -     | -     | -     | -        | 2     | 0     | 4     | 0     | 1     | 1.000    | -     | -     | -     | -     | -     | -        |
| 2020  | 巨人     | 27    | 89    | 2     | 0     | 5     | 1.000    | 19    | 24    | 39    | 0     | 14    | 1.000    | 8     | 2     | 3     | 0     | 0     | 1.000    | -     | -     | -     | -     | -     | -        |
| 2021  | 巨人     | 18    | 39    | 2     | 0     | 3     | 1.000    | 29    | 48    | 60    | 1     | 13    | .991     | 3     | 0     | 0     | 0     | 0     | ----     | -     | -     | -     | -     | -     | -        |
| 2022  | 巨人     | 6     | 11    | 1     | 0     | 1     | 1.000    | 5     | 5     | 7     | 1     | 0     | .923     | 4     | 0     | 3     | 0     | 0     | 1.000    | 14    | 8     | 25    | 0     | 4     | 1.000    |
| 2023  | 巨人     | 1     | 1     | 0     | 0     | 0     | 1.000    | 6     | 4     | 10    | 0     | 3     | 1.000    | 9     | 4     | 3     | 0     | 0     | 1.000    | 5     | 1     | 7     | 0     | 1     | 1.000    |
| 2024  | ヤクルト | -     | -     | -     | -     | -     | -        | 13    | 18    | 27    | 1     | 6     | .978     | 19    | 1     | 4     | 1     | 1     | .833     | -     | -     | -     | -     | -     | -        |
| 通算  | 通算     | 52    | 140   | 5     | 0     | 9     | 1.000    | 72    | 99    | 143   | 3     | 36    | .988     | 45    | 7     | 17    | 1     | 2     | .960     | 19    | 9     | 32    | 0     | 5     | 1.000    |

- 2024年度シーズン終了時

### 記録
初記録
打撃記録
- 初出場・初打席：2018年7月20日、対広島東洋カープ14回戦（MAZDA Zoom-Zoom スタジアム広島）、3回表に山口俊の代打で出場、野村祐輔から二ゴロ
- 初先発出場：2019年5月6日、対横浜DeNAベイスターズ7回戦（横浜スタジアム）、「7番・三塁手」で先発出場
- 初盗塁：同上、1回表に二盗（投手：東克樹、捕手：山本祐大）
- 初安打・初打点：2020年6月21日、対阪神タイガース3回戦（東京ドーム）、4回裏に湯浅大の代打で出場、オネルキ・ガルシアから左前適時打[32]
- 初本塁打：2020年8月4日、対阪神タイガース5回戦（阪神甲子園球場）、3回表にオネルキ・ガルシアから中越ソロ[33]

投手記録
- 初登板：2023年9月2日、対横浜DeNAベイスターズ20回戦（横浜スタジアム）、8回裏に8番手で救援登板・完了、1回1失点[34]

### 背番号
- 52（2018年 - 2023年）
- 38（2024年 - ）

### 登場曲
- 「今すぐに逢いにゆくから」小山翔吾（2018年）
- 「明日へ」小山翔吾（2019年）
- 「CHAIN BREAKER」PKCZ(R) feat. 登坂広臣（2020年）
- 「ファンファーレ」小山翔吾（2021年 - ）
- 「Dear WOMAN」SMAP（2021年7月 - ）